# Cholo
Cholo – potomek rodziców hiszpańskiego i indiańskiego pochodzenia.